# Yuki Manuela Janke
Yuki Manuela Janke (japanisch 有希・マヌエラ・ヤンケ; * 29. September 1986 in München) ist eine deutsch-japanische Geigerin.

## Leben
Janke wurde als jüngste Tochter von Ansgar Janke, Professor für Klavier an der Hochschule für Musik und Theater München, und seiner japanischen Frau, einer Pianistin, geboren. Ihre Schwester Ayumi Janke (* 1980) ist Pianistin, ihre Brüder Adrian Janke (* 1981) und Andreas Janke (* 1983) sind Cellist sowie Geiger. Mit drei Jahren bekam sie Unterricht an Klavier und Violine. Mit 9 Jahren debütierte sie als Solistin.
Sie studierte am Mozarteum bei Igor Ozim. Sie war u. a. Konzertmeisterin bei der Staatskapelle Berlin und ist als Solistin und Kammermusikerin zu hören. Von 2012 bis 2014 war sie 1. Konzertmeisterin bei der Staatskapelle Dresden und danach wieder seit 2023/24.
1991 gewann sie einen Regionalwettbewerb von Jugend musiziert. 2001 gewann sie beim Bundeswettbewerb von Jugend musiziert mit der höchsten Punktzahl. 2002 gewann sie den Internationalen Violinwettbewerb Henri Marteau. 2004 gewann sie den internationalen Violinwettbewerb Premio Paganini. 2006 erhielt sie den zweiten Platz beim Internationalen Violinwettbewerb Leopold Mozart in Augsburg. 2007 gewann sie den dritten Preis beim Internationalen Tschaikowsky-Wettbewerb in Moskau und den ersten Preis beim internationalen Sarasate Wettbewerb in Spanien.
Sie spielt auf der Stradivari-Violine »Muntz« (1736), eine Leihgabe der Nippon Music Foundation.